# منتخب بلغاريا لكرة السلة
منتخب بلغاريا الوطني لكرة السلة (بالبلغارية: Национален отбор по баскетбол на България) هو المنتخب الرسمي الذي يمثل البلاد في المسابقات الدولية لكرة السلة. يُشرف على الفريق الاتحاد البلغاري لكرة السلة، وهو الجهة المسؤولة عن تنظيم وتطوير هذه الرياضة في بلغاريا. يمتلك الفريق تاريخًا عريقًا في المنافسات الأوروبية والدولية، ويعمل باستمرار على تعزيز مكانة كرة السلة البلغارية يسعى لتعزيز تأثير كرة السلة البلغارية في الساحة العالمية.

## التاريخ

### بطولة أمم أوروبا لكرة السلة 1935
ظهر منتخب بلغاريا لأول مرة على الساحة الدولية في النسخة الأولى من بطولة أمم أوروبا لكرة السلة، التي أُقيمت في جنيف عام 1935. بدأ المنتخب مشواره بخسارة أمام إيطاليا في الدور التمهيدي، لكنه تعافى سريعًا وحقق الفوز على المجر في المباراة التالية. بعد ذلك، خسر الفريق في مباريات تحديد المراكز أمام بلجيكا، ومجددًا أمام إيطاليا، ليُنهي ظهوره الأول في البطولة في المركز الثامن.

### بطولة أمم أوروبا لكرة السلة 1947
بعد مرور اثني عشر عامًا، عاد المنتخب البلغاري للمشاركة في البطولة للمرة الثانية في تاريخه. في بطولة أمم أوروبا لكرة السلة 1947، فاز الفريق في إحدى مباراتيه بالدور التمهيدي وخسر الأخرى أمام النمسا وفرنسا، ما أهله إلى مرحلة نصف نهائي المجموعات. هناك خسر جميع مبارياته الثلاث، لينتقل إلى مباراة تحديد المركزين السابع والثامن أمام المجر، والتي خسرها أيضًا. وبذلك بلغ المنتخب ربع النهائي مرة أخرى.

### بطولة أمم أوروبا لكرة السلة 1951
جاءت المشاركة الثالثة لبلغاريا في بطولة أمم أوروبا لكرة السلة 1951 التي أُقيمت في باريس. فاز الفريق في مباراتين بالدور التمهيدي بنتيجة إجمالية 145–70، وحقق فوزًا ثالثًا بانسحاب رومانيا. في الدور نصف النهائي، تعادل المنتخب ثلاثيًا على صدارة مجموعته المكوّنة من أربعة فرق بعد خسارته أمام فرنسا وفوزه في المباراتين الأخريين، ليُنهي المجموعة في المركز الثاني. واجه بعدها الاتحاد السوفيتي في نصف النهائي وخسر المباراة، ثم خسر مجددًا أمام فرنسا في مباراة الميدالية البرونزية.

### بطولة أمم أوروبا لكرة السلة 1953
في بطولة أمم أوروبا لكرة السلة 1953 التي أُقيمت في موسكو، أنهى المنتخب دور المجموعات بسجل 3–1، لكنه خرج من المنافسة بعد تراجعه إلى المركز الثالث بفارق المواجهات المباشرة. انتقل إلى جولة تحديد المراكز وحقق خمسة انتصارات متتالية، ليُحرز أفضل مركز متاح بعد خروجه من الدور الأول. أنهى البطولة بسجل إجمالي 8–1، وبلغ ربع النهائي.

### بطولة أمم أوروبا لكرة السلة 1955
في بطولة أمم أوروبا لكرة السلة 1955 بـبودابست، افتتح الفريق مشواره بانتصار ساحق على الدنمارك بنتيجة 107–33. خسر مباراة واحدة فقط في مجموعته التمهيدية، وأنهى الجولة بسجل 2–1، ليتأهل إلى الدور النهائي إلى جانب تشيكوسلوفاكيا. في المرحلة النهائية، خسر الفريق أمام المنتخبات الثلاثة التي حصدت الميداليات لاحقًا، لكنه أنهى البطولة بسجل 4–3، وبلغ نصف النهائي مجددًا.

### بطولة أمم أوروبا لكرة السلة 1957
استضافت بلغاريا بطولة أمم أوروبا لكرة السلة 1957 في صوفيا. اجتاز الفريق مبارياته الثلاث في الدور التمهيدي بسهولة، وواصل سلسلة الانتصارات في أول ست مباريات من الدور النهائي، من بينها فوز بنتيجة 82–80 على تشيكوسلوفاكيا. في المباراة الأخيرة، التي جمعت بينه وبين الاتحاد السوفيتي، وكان كلاهما غير مهزوم، تقدمت بلغاريا في الشوط الأول بنتيجة 23–19، لكن السوفييت قلبوا النتيجة في الشوط الثاني ليفوزوا بنتيجة 60–57. اكتفت بلغاريا بالمركز الثاني والميدالية الفضية.

### كأس العالم 1959
شارك المنتخب البلغاري لأول مرة في كأس العالم لكرة السلة عام 1959. وُضع الفريق في المجموعة "C" وحقق ثلاثة انتصارات دون هزيمة، ليتأهل إلى الدور النهائي. هناك، أنهى المنافسات بسجل 2–4، ولكن بسبب جدل سياسي، رفضت بلغاريا إلى جانب الاتحاد السوفيتي مواجهة فورموزا (تايوان). أدى هذا الموقف إلى استبعاد الفريقين وهبوطهما إلى المركز السابع في الترتيب النهائي.

### بطولة أمم أوروبا لكرة السلة 1961
في بطولة أمم أوروبا لكرة السلة 1961، عاد المنتخب البلغاري إلى البطولة القارية بهدف تحقيق نتيجة أفضل من مشاركته السابقة. أنهى الدور التمهيدي بسجل 2–0، ثم واصل تألقه في الدور الثاني بسجل 4–1، ما أهله إلى نصف النهائي حيث واجه الاتحاد السوفيتي، لكنه خسر المباراة بنتيجة 77–54. انتقل بعدها إلى مباراة تحديد المركز الثالث أمام فرنسا، وحقق الفوز لينهي البطولة بإحراز الميدالية البرونزية.

### السنوات اللاحقة
تأهل المنتخب البلغاري إلى بطولة أوروبا لكرة السلة 16 مرة أخرى بعد عام 1961، لكنه لم يحقق أي مركز ضمن الثلاثة الأوائل منذ ذلك الحين. عانى المنتخب من عدة فترات جفاف، منها غيابه عن البطولة لمدة 12 عامًا بعد بطولة أمم أوروبا لكرة السلة 1993 وحتى بطولة أمم أوروبا لكرة السلة 2005. كما لم ينجح في التأهل مجددًا منذ 2011. وعلى مستوى كأس العالم لكرة السلة، فشلت محاولات بلغاريا المتكررة للتأهل إلى البطولة منذ مشاركتها الأولى في 1959.

## السجل التنافسي

### كأس العالم لكرة السلة FIBA
| كأس العالم | كأس العالم | كأس العالم | كأس العالم | كأس العالم |                                    | التصفيات                           | التصفيات                           | التصفيات |
| السنة      | الترتيب    | Pld        | W          | L          | Pld                                | W                                  | L                                  |          |
| ---------- | ---------- | ---------- | ---------- | ---------- | ---------------------------------- | ---------------------------------- | ---------------------------------- | -------- |
| 1950       | لم تشارك   | لم تشارك   | لم تشارك   | لم تشارك   | لم تشارك                           | لم تشارك                           | لم تشارك                           |          |
| 1954       | لم تتأهل   | لم تتأهل   | لم تتأهل   | لم تتأهل   | خدمت بطولة أوروبا لكرة السلة كمؤهل | خدمت بطولة أوروبا لكرة السلة كمؤهل | خدمت بطولة أوروبا لكرة السلة كمؤهل |          |
| 1959       | 7          | 9          | 5          | 4          | خدمت بطولة أوروبا لكرة السلة كمؤهل | خدمت بطولة أوروبا لكرة السلة كمؤهل | خدمت بطولة أوروبا لكرة السلة كمؤهل |          |
| 1963       | لم تتأهل   | لم تتأهل   | لم تتأهل   | لم تتأهل   | خدمت بطولة أوروبا لكرة السلة كمؤهل | خدمت بطولة أوروبا لكرة السلة كمؤهل | خدمت بطولة أوروبا لكرة السلة كمؤهل |          |
| 1967       | لم تتأهل   | لم تتأهل   | لم تتأهل   | لم تتأهل   | خدمت بطولة أوروبا لكرة السلة كمؤهل | خدمت بطولة أوروبا لكرة السلة كمؤهل | خدمت بطولة أوروبا لكرة السلة كمؤهل |          |
| 1970       | لم تتأهل   | لم تتأهل   | لم تتأهل   | لم تتأهل   | خدمت بطولة أوروبا لكرة السلة كمؤهل | خدمت بطولة أوروبا لكرة السلة كمؤهل | خدمت بطولة أوروبا لكرة السلة كمؤهل |          |
| 1974       | لم تتأهل   | لم تتأهل   | لم تتأهل   | لم تتأهل   | خدمت بطولة أوروبا لكرة السلة كمؤهل | خدمت بطولة أوروبا لكرة السلة كمؤهل | خدمت بطولة أوروبا لكرة السلة كمؤهل |          |
| 1978       | لم تتأهل   | لم تتأهل   | لم تتأهل   | لم تتأهل   | خدمت بطولة أوروبا لكرة السلة كمؤهل | خدمت بطولة أوروبا لكرة السلة كمؤهل | خدمت بطولة أوروبا لكرة السلة كمؤهل |          |
| 1982       | لم تتأهل   | لم تتأهل   | لم تتأهل   | لم تتأهل   | خدمت بطولة أوروبا لكرة السلة كمؤهل | خدمت بطولة أوروبا لكرة السلة كمؤهل | خدمت بطولة أوروبا لكرة السلة كمؤهل |          |
| 1986       | لم تتأهل   | لم تتأهل   | لم تتأهل   | لم تتأهل   | 6                                  | 2                                  | 4                                  |          |
| 1990       | لم تتأهل   | لم تتأهل   | لم تتأهل   | لم تتأهل   | خدمت بطولة أوروبا لكرة السلة كمؤهل | خدمت بطولة أوروبا لكرة السلة كمؤهل | خدمت بطولة أوروبا لكرة السلة كمؤهل |          |
| 1994       | لم تتأهل   | لم تتأهل   | لم تتأهل   | لم تتأهل   | خدمت بطولة أوروبا لكرة السلة كمؤهل | خدمت بطولة أوروبا لكرة السلة كمؤهل | خدمت بطولة أوروبا لكرة السلة كمؤهل |          |
| 1998       | لم تتأهل   | لم تتأهل   | لم تتأهل   | لم تتأهل   | خدمت بطولة أوروبا لكرة السلة كمؤهل | خدمت بطولة أوروبا لكرة السلة كمؤهل | خدمت بطولة أوروبا لكرة السلة كمؤهل |          |
| 2002       | لم تتأهل   | لم تتأهل   | لم تتأهل   | لم تتأهل   | خدمت بطولة أوروبا لكرة السلة كمؤهل | خدمت بطولة أوروبا لكرة السلة كمؤهل | خدمت بطولة أوروبا لكرة السلة كمؤهل |          |
| 2006       | لم تتأهل   | لم تتأهل   | لم تتأهل   | لم تتأهل   | خدمت بطولة أوروبا لكرة السلة كمؤهل | خدمت بطولة أوروبا لكرة السلة كمؤهل | خدمت بطولة أوروبا لكرة السلة كمؤهل |          |
| 2010       | لم تتأهل   | لم تتأهل   | لم تتأهل   | لم تتأهل   | خدمت بطولة أوروبا لكرة السلة كمؤهل | خدمت بطولة أوروبا لكرة السلة كمؤهل | خدمت بطولة أوروبا لكرة السلة كمؤهل |          |
| 2014       | لم تتأهل   | لم تتأهل   | لم تتأهل   | لم تتأهل   | خدمت بطولة أوروبا لكرة السلة كمؤهل | خدمت بطولة أوروبا لكرة السلة كمؤهل | خدمت بطولة أوروبا لكرة السلة كمؤهل |          |
| 2019       | لم تتأهل   | لم تتأهل   | لم تتأهل   | لم تتأهل   | 16                                 | 8                                  | 8                                  |          |
| 2023       | لم تتأهل   | لم تتأهل   | لم تتأهل   | لم تتأهل   | 6                                  | 1                                  | 5                                  |          |
| 2027       | لم يتحدد   | لم يتحدد   | لم يتحدد   | لم يتحدد   | لم يتحدد                           | لم يتحدد                           | لم يتحدد                           |          |
| المجموع    | 1/19       | 9          | 5          | 4          | 28                                 | 11                                 | 17                                 |          |

### الألعاب الأولمبية
| الألعاب الأولمبية | الألعاب الأولمبية | الألعاب الأولمبية | الألعاب الأولمبية | الألعاب الأولمبية |            | التأهل     | التأهل     | التأهل |
| السنة             | الترتيب           | Pld               | W                 | L                 | Pld        | W          | L          |        |
| ----------------- | ----------------- | ----------------- | ----------------- | ----------------- | ---------- | ---------- | ---------- | ------ |
| 1936              | لم يشارك          | لم يشارك          | لم يشارك          | لم يشارك          |            |            |            |        |
| 1948              | لم يشارك          | لم يشارك          | لم يشارك          | لم يشارك          |            |            |            |        |
| 1952              | السابع            | 10                | 5                 | 5                 |            |            |            |        |
| 1956              | الخامس            | 8                 | 5                 | 3                 |            |            |            |        |
| 1960              | السادس عشر        | 6                 | 1                 | 5                 | تأهل مباشر | تأهل مباشر | تأهل مباشر |        |
| 1964              | لم يتأهل          | لم يتأهل          | لم يتأهل          | لم يتأهل          | 8          | 5          | 3          |        |
| 1968              | العاشر            | 9                 | 4                 | 5                 | 8          | 7          | 1          |        |
| 1972              | لم يتأهل          | لم يتأهل          | لم يتأهل          | لم يتأهل          | 12         | 7          | 5          |        |
| 1976              | لم يتأهل          | لم يتأهل          | لم يتأهل          | لم يتأهل          | 6          | 3          | 3          |        |
| 1980              | لم يتأهل          | لم يتأهل          | لم يتأهل          | لم يتأهل          | 3          | 0          | 3          |        |
| 1984              | لم يتأهل          | لم يتأهل          | لم يتأهل          | لم يتأهل          | 3          | 1          | 2          |        |
| 1988              | لم يشارك          | لم يشارك          | لم يشارك          | لم يشارك          | لم يشارك   | لم يشارك   | لم يشارك   |        |
| 1992              | لم يتأهل          | لم يتأهل          | لم يتأهل          | لم يتأهل          | 5          | 2          | 3          |        |
| 1996              | لم يتأهل          | لم يتأهل          | لم يتأهل          | لم يتأهل          | لم يتأهل   | لم يتأهل   | لم يتأهل   |        |
| 2000              | لم يتأهل          | لم يتأهل          | لم يتأهل          | لم يتأهل          | لم يتأهل   | لم يتأهل   | لم يتأهل   |        |
| 2004              | لم يتأهل          | لم يتأهل          | لم يتأهل          | لم يتأهل          | لم يتأهل   | لم يتأهل   | لم يتأهل   |        |
| 2008              | لم يتأهل          | لم يتأهل          | لم يتأهل          | لم يتأهل          | لم يتأهل   | لم يتأهل   | لم يتأهل   |        |
| 2012              | لم يتأهل          | لم يتأهل          | لم يتأهل          | لم يتأهل          | لم يتأهل   | لم يتأهل   | لم يتأهل   |        |
| 2016              | لم يتأهل          | لم يتأهل          | لم يتأهل          | لم يتأهل          | لم يتأهل   | لم يتأهل   | لم يتأهل   |        |
| 2020              | لم يتأهل          | لم يتأهل          | لم يتأهل          | لم يتأهل          | لم يتأهل   | لم يتأهل   | لم يتأهل   |        |
| 2024              | لم يتأهل          | لم يتأهل          | لم يتأهل          | لم يتأهل          | 3          | 0          | 3          |        |
| الإجمالي          | 4/21              | 33                | 15                | 18                | 48         | 25         | 23         |        |